# استفانو تورریسی
ستفانو تورریسی (به ایتالیایی: Stefano Torrisi) بازیکن فوتبال و اهل ایتالیا است که از سال ۱۹۹۷ میلادی عضو تیم ملی فوتبال ایتالیا بوده و در ۱ بازی ملی حضور داشته‌است. او در بازی‌های ملی‌اش گلی به ثمر نرساند.
ستفانو تورریسی آخرین بازی ملی خود را در سال ۱۹۹۷ میلادی انجام داد.